# Štoky
Štoky (německy Stecken) jsou městys v okrese Havlíčkův Brod v kraji Vysočina. Žije zde přibližně 2 000 obyvatel. Do vysídlení německého obyvatelstva byly součástí tzv. jihlavského jazykového ostrova.

## Název
Pův. ves vznikla kolonizací lesní půdy, jak o tom svědčí lat. překlad jména
v nejstarším známém dokladů z r. 1347 (in Truncis „ve vykáceném
lese"), jenž souvisí s lat. truncus „kmen, pahýl, pařez". Tomuto slovu odpovídá významem staré něm. stoc, z jehož spojení ze Stöcken
(u pařez") vzniklo i české jméno Štoky, slovotvorně přizpůsobené češtině
už poč. 15. stol. (1410 in villa Stoky).  

## Historie
Území obce Štoky bylo osídleno pravděpodobně před koncem prvního tisíciletí našeho letopočtu. Souvislé osídlení oblasti se datuje do 12. a 13. století, kdy do oblasti začali pronikat němečtí kolonisté z Bavorska. Velkým impulzem pro místní rozvoj byl poté objev drahých kovů v oblasti (stříbra).
První písemný záznam o obci je z roku 1347, kdy jsou Štoky doloženy jako farní ves. V následujících letech byla v obci doložena funkce rychtáře (1365) a kostel postavený v gotickém slohu (1372). Oblast Štoků a později samotná ves byla postupně v držení Řádu německých rytířů, benediktinů (?), premonstrátů (?) a pánů z Lichtenburgu.
Ve 20. letech 15. století zasáhly obec husitské bouře a od roku 1436 jsou zde jako držitelé doloženi Trčkové z Lípy. Za jejich držby získaly Štoky v 16. století celou řadu práv, mnohdy stvrzených samotným panovníkem – povýšení na městečko (?), konání jarmarků, právo používat pečeť, právo soudní etc. Oblast byla také zasažena reformačním hnutím. Krutou daň si na Štokách vybrala třicetiletá válka v 17. století – oblast byla zcela zpustošena a vylidněna, v letech 1624/1625 je v obci zaznamenán pouze kostel a panský dvůr. Noví osídlenci se v obci objevili již krátce po roce 1650, s nimi jsou doloženy vznikající cechy např. punčochářský a konání výročních trhů.
Významným se pak pro obec stalo až 18. století, kdy je obec zmiňována jako poštovní stanice. Po roce 1740 byla budována erární silnice Praha–Vídeň, která vsí procházela. Kolem roku 1760 byl vybudován štocký zámek ve stylu pozdního baroka. V okolí obce se také konaly vojenské manévry, jichž se osobně účastnil císař Josef II. Obci byly tehdy (již poněkolikáté) potvrzena privilegia a výsady a byla povýšena na městečko (1766). Významnou regionální událost pak přinesl až rok 1805 kdy počátkem prosince došlo v okolí k bitvě mezi bavorským zadním vojem francouzského vojska a Rakušany, kteří nestihli bitvu u Slavkova. V trojím střetu zvítězili nakonec Rakušané, ztráty na obou stranách byly asi 1600 mužů.
V průběhu 19. století se pak čile rozvíjel kulturní a společenský život, ačkoli byla obec z větší části německá (ještě v roce 1900 má se svou částí Zvonějovem 167 domů a 149 obyvatel českých a 1179 německých.), projevilo se v druhé polovině 19. stol. také české obyvatelstvo – roku 1880 byla založena česká „Beseda“. Činnost českých i německých spolků v obci zcela zanikla v průběhu první světové války 1914–1918.
V roce 1871 byla uvedena do provozu železniční trať Rakouské severozápadní dráhy, procházející sousedním Dobronínem. Tam byla zřízena železniční stanice Polná-Štoky, vzdálená od městyse asi 5 km. Tento název nesla ještě za Protektorátu, později byla přejmenována na Dobronín.
28. října 1918 byla vyhlášena ČSR, což se projevilo i ve Štokách, hned následujícího roku zahájila provoz česká škola. V letech 1935–1937 byla vybudována nová školní budova, v níž se vyučuje dodnes. Meziválečná kultura v obci byla bohatá, opět vznikla celá řada spolků a politických sdružení.
V souvislosti s rokem 1938 zasáhla obci mobilizace, po Mnichově se však všichni povolaní vrátili zpět domů. Ve dnech 14. a 15. března 1939 byla obec a její instituce zabrána místními Němci a poté německou armádou. V průběhu války došlo pak k zatčení, věznění a dokonce i popravám několika štockých občanů. V květnu 1945 byla obec i s okolím po krátkém boji s nacisty osvobozena. Následovalo shromáždění a vysídlení naprosté většiny Němců.
Po únorovém převratu roku 1948 bylo založeno JZD a zlikvidováni všichni živnostníci a samostatní zemědělci. Nastala doba kolektivního zemědělství a budování staveb podporujících jeho údajný rozvoj. Roku 1968 se obyvatelstvo postavilo proti okupaci ČSSR zeměmi Varšavské smlouvy.
Po listopadu 1989 začala v obci vznikat občanská sdružení, formovaly se základny politických stran. Do druhé poloviny 90. let nastal dočasný útlum stavebních činností a zastavil se i růst populace. Od 10. října 2006 byl obci vrácen status městyse. V letech 2006-2010 působil jako starosta Zdeněk Novák, od roku 2010 tuto funkci zastává Pavel Královec.

## Obyvatelstvo
| Rok            | 1869  | 1880  | 1890  | 1900  | 1910  | 1921  | 1930  | 1950  | 1961  | 1970  | 1980  | 1991  | 2001  | 2011  | 2018  |
| -------------- | ----- | ----- | ----- | ----- | ----- | ----- | ----- | ----- | ----- | ----- | ----- | ----- | ----- | ----- | ----- |
| Počet obyvatel | 2 652 | 2 719 | 2 450 | 2 331 | 2 244 | 2 286 | 2 129 | 1 668 | 1 803 | 1 638 | 1 542 | 1 492 | 1 475 | 1 776 | 1 944 |

## Současnost
V současnosti se obec dynamicky rozvíjí (v souladu s územním plánem). Bylo zřízeno několik nových stavebních ploch, které jsou určeny pro výstavbu rodinných domků. Po roce 2000 byl v obci zbudován Dům s pečovatelskou službou. Dnes probíhají práce na stavbě nového zdravotního střediska, které nahradí stávající zastaralou budovu. Obnovuje se kanalizační systém. Po dokončení řady rodinných domů se opět pozvedla i populace Štoků a okolí.

## Školství
- Základní škola a mateřská škola Štoky

## Doprava
Katastrem městyse prochází dálnice D1 s exitem 104 Větrný Jeníkov a silnice I/38 v úseku Havlíčkův Brod – Štoky – Jihlava.
Dále silnice II/131 v úseku II/348 – Petrovice – D1 – Větrný Jeníkov; silnice II/348 v úseku Herálec–Úsobí–Štoky–Polná; II/350 v úseku Štoky–Pozovice–Smilov–Přibyslav.
Silnice III. třídy:
- III/1311 Exit 104 – Smrčná
- III/1314 Štoky–Smrčná
- III/34812 Štoky–Studénka–Okrouhlička
- III/34817 Pozovice–Kamenná
- III/3501 spojující I/38 a Smilov

## Pamětihodnosti
- Barokní socha sv. Jana Nepomuckého
- Kamenná soška „Rolandův sloup“
- Kamenný kříž
- Kamenný náhrobník ve zdi kostela
- Zděná kaplička na okraji lesa směrem na Dobronín
- Kostel svatého Jakuba Většího
- Zámek z 2. poloviny 18. století
- Kamenný reliéf kříže
- Starý hřbitov s kamennou kašnou

## Fotogalerie

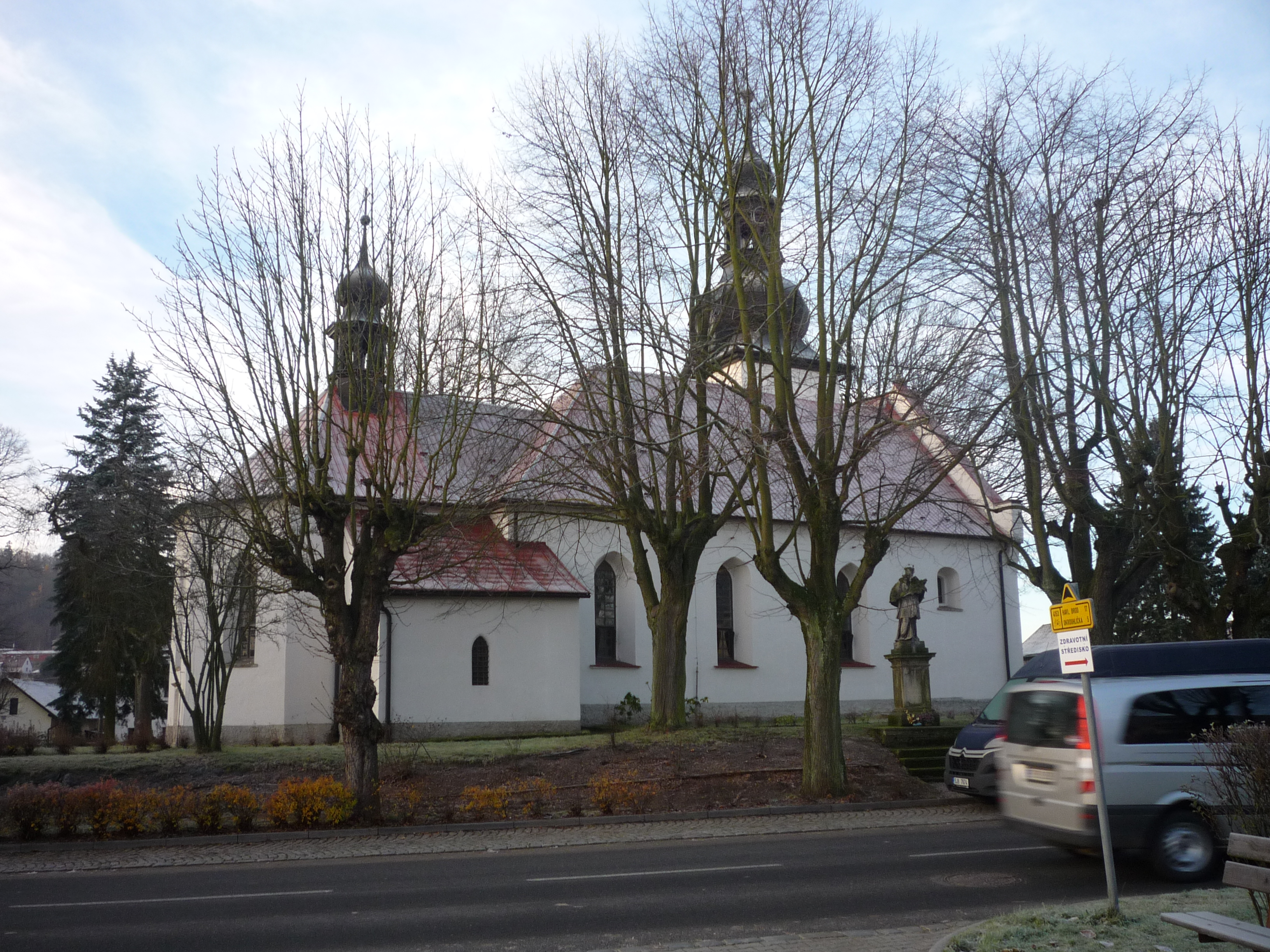
Kostel a socha sv. Jana Nepomuckého
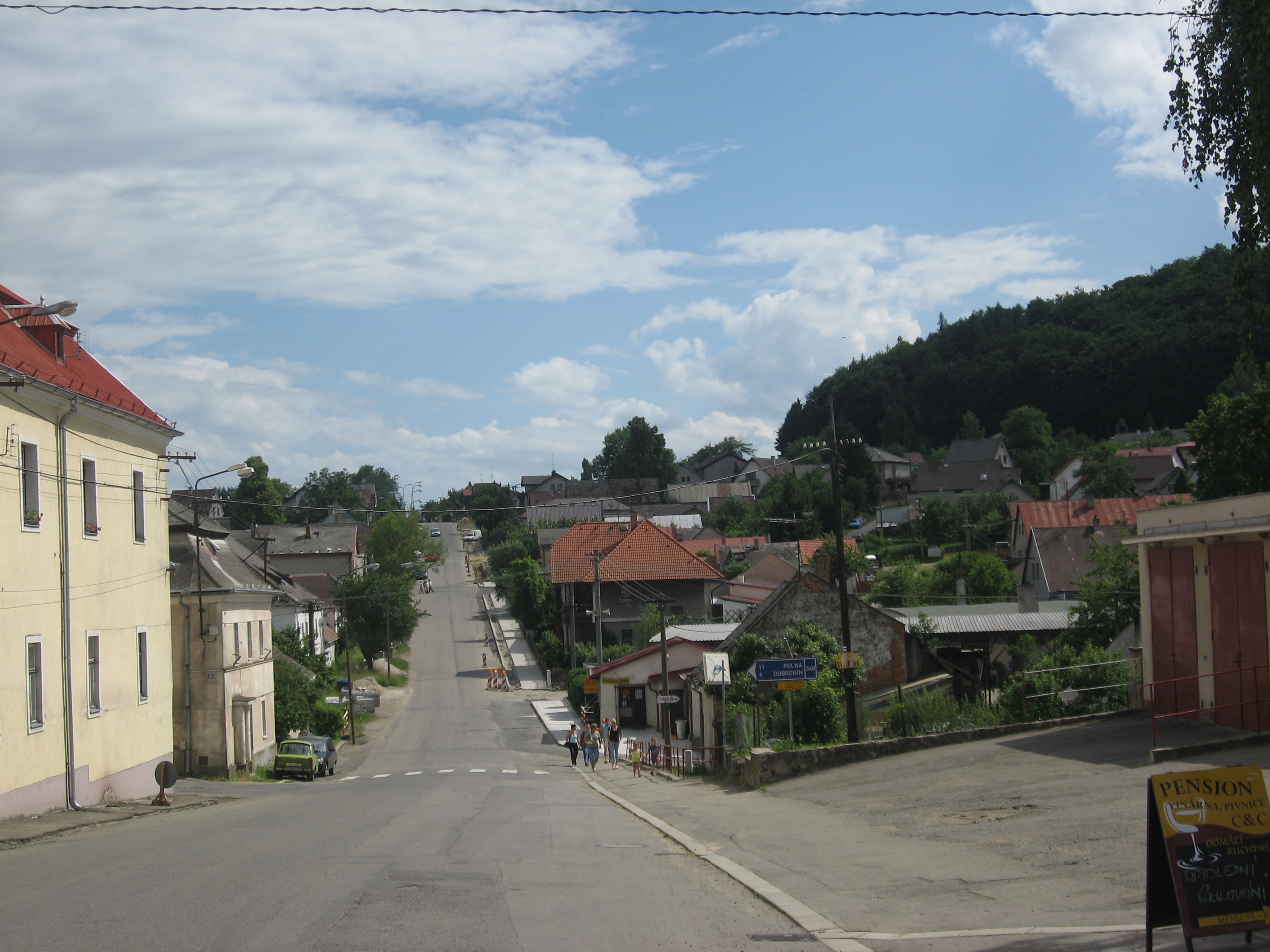
Hlavní ulice
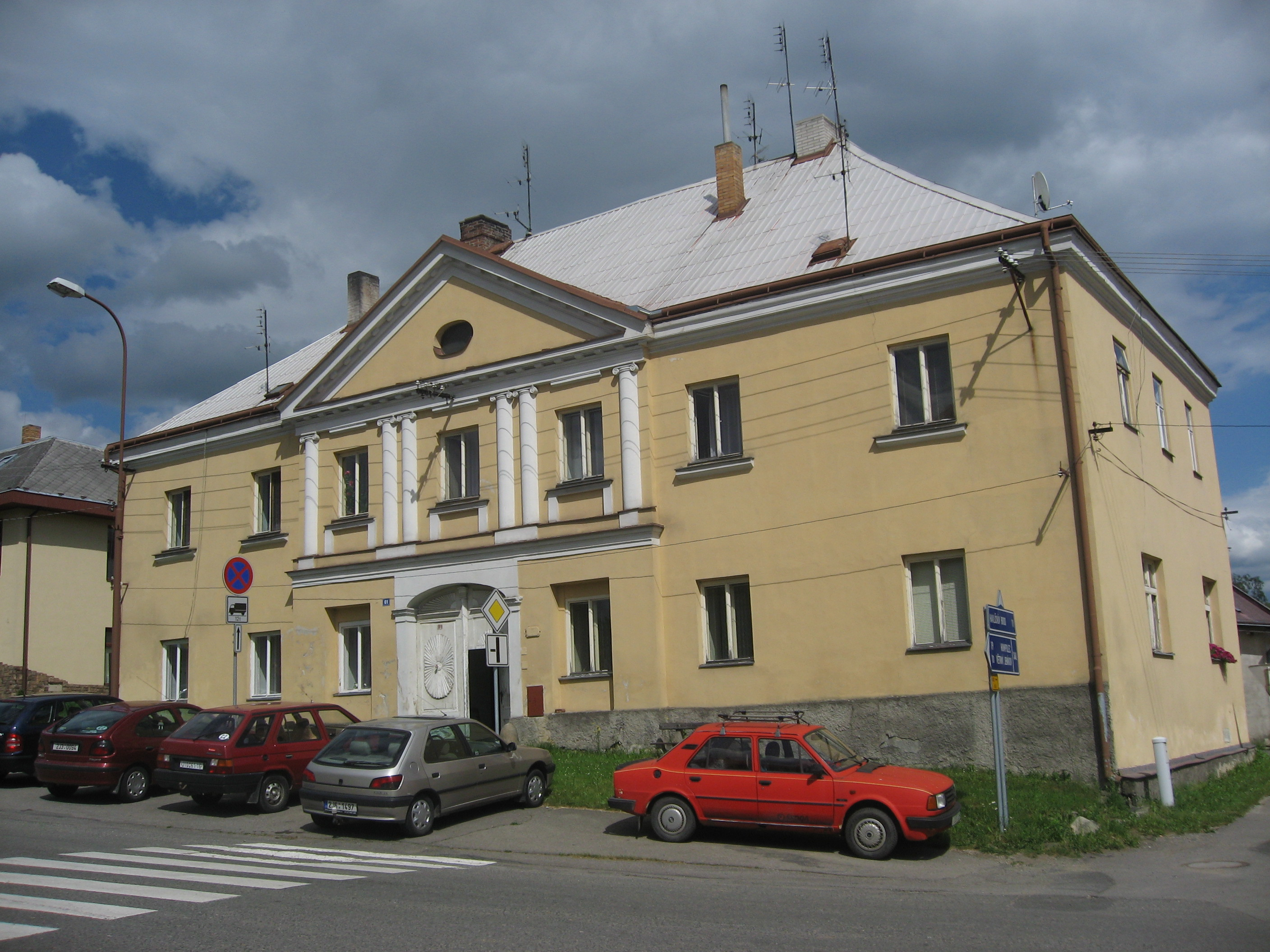
Městský dům čp. 61
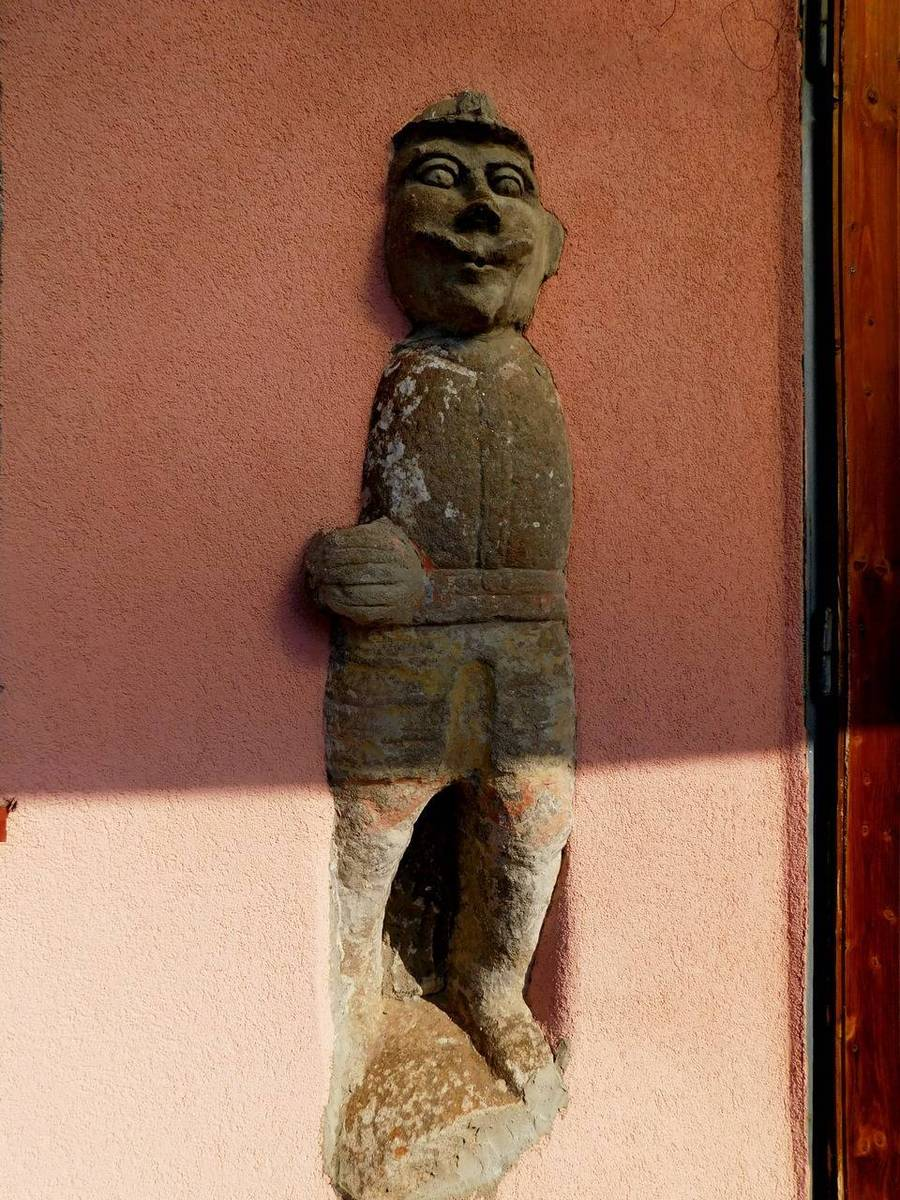
Tržní panák Roland

## Místní části
- Štoky
- Petrovice
- Pozovice
- Smilov
- Studénka